# Cataglyphis nigripes
Cataglyphis nigripes é uma espécie de inseto do gênero Cataglyphis, pertencente à família Formicidae.